# Distrito de Aczo
El distrito de Aczo es uno de los seis que conforman la provincia de Antonio Raimondi, ubicada en el departamento de Áncash en el Perú. Limita por el Norte con el distrito de Chingas, por el Este y por el Sur con la provincia de Huari y por el Oeste con el distrito de Chingas y el distrito de San Juan de Rontoy.

## Toponimia
En el quechua ancashino Aczo viene de la voz quechua aqshu o ashqu, que los hispanohablantes al no dominar la fonética del quechua lo pronunciaban , de cualquier manera. Significa,: manto o cobertor. También Aczo puede venir de la palabra arcaica del quechua Akshu, antiguo nombre dado al tubérculo que ahora llamamos "papa" (nombre como se le conoce en las variedades sureñas del Quechua). Akshu (papa) aún se usa en algunos pueblos quechuahablantes de la sierra nor-central como Huancayo (Junín) y Corongo (Ancash) y más al norte en Cajamarca e Inkawasi (ferreñafe - Lambayeque).

## Historia
El distrito fue creado al fundarse la Provincia de Antonio Raimondi, sobre el territorio del distrito de Llamellín.
Véase la ley de creación  N.º 15187 del 26 de octubre de 1964 que aparece indicada, en el folleto de Xavier Palmich: "Sierra oriental ancashina".

### Ley de creación política
La Ley N.º 12646 del dos de febrero de 1956, durante la gestión del Presidente Manuel A. Odría, creó este distrito. Sin embargo, la ley 15187 redefine en Artº 4 e inciso b:
"El Distrito de Aczo, su capital Aczo, con los siguientes anexos: Chacás, Llanguish, Chocchi, Chambara, Yuracyacu y Uchupata."

## Geografía
Tiene una población estimada mayor a 2.000 habitantes. Su capital es el pueblo de Aczo.

## Autoridades

### Municipales
- 2019-2021 Juan Chavarría Cárdenas partido Somos Perú

2015 - 2018
- - Alcalde: Simeon Mallqui Vela, del partido Alianza para el Progreso.
- 2011 - 2014
  - Alcalde: Wilder Alejandro Sánchez Ortiz, del Partido Restauración Nacional (RN).
- 2006 - 2010
  - Alcalde: Perzy Julio Mory Espinoza.